# Sint-Baafsabdij

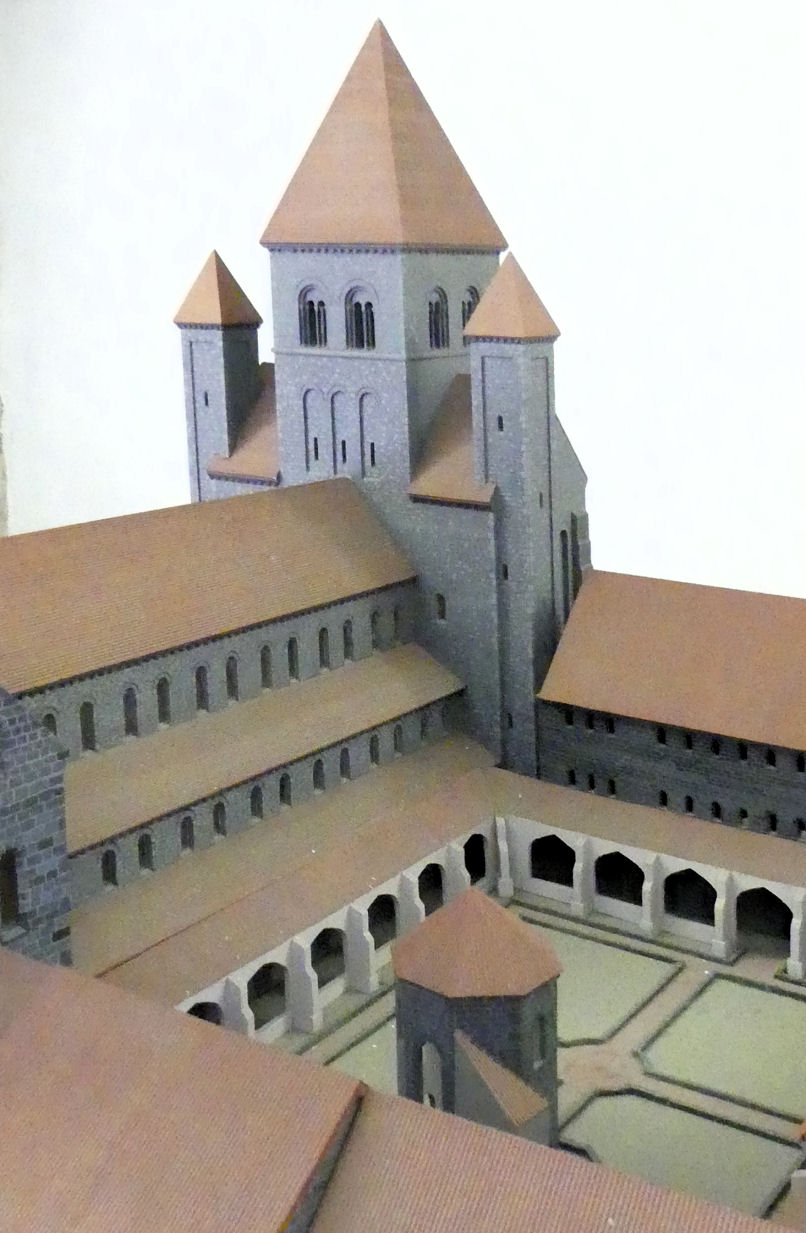
Sint-Baafsabdij, model van de voormalige gebouwen.

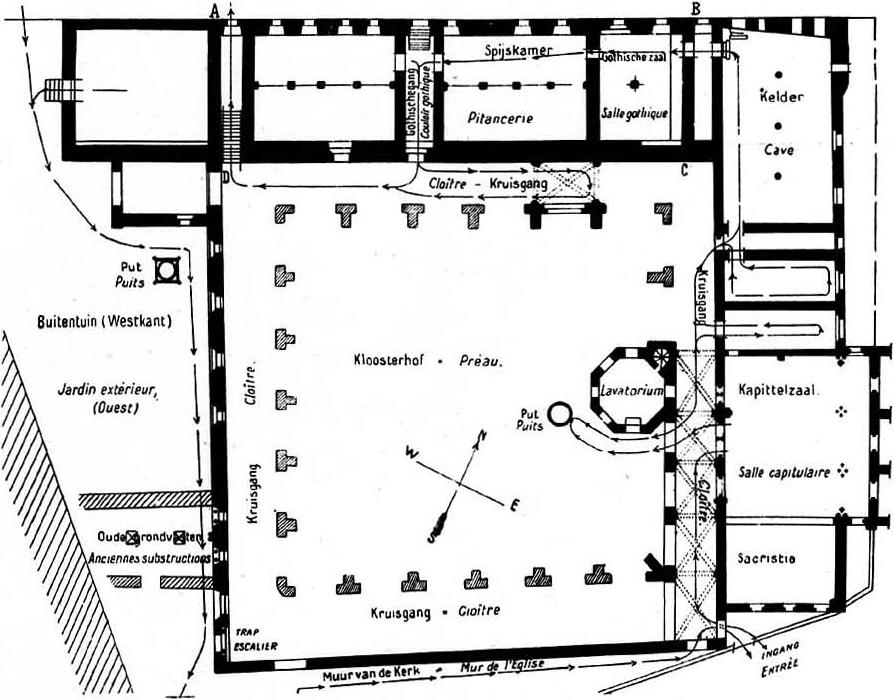
Plattegrond

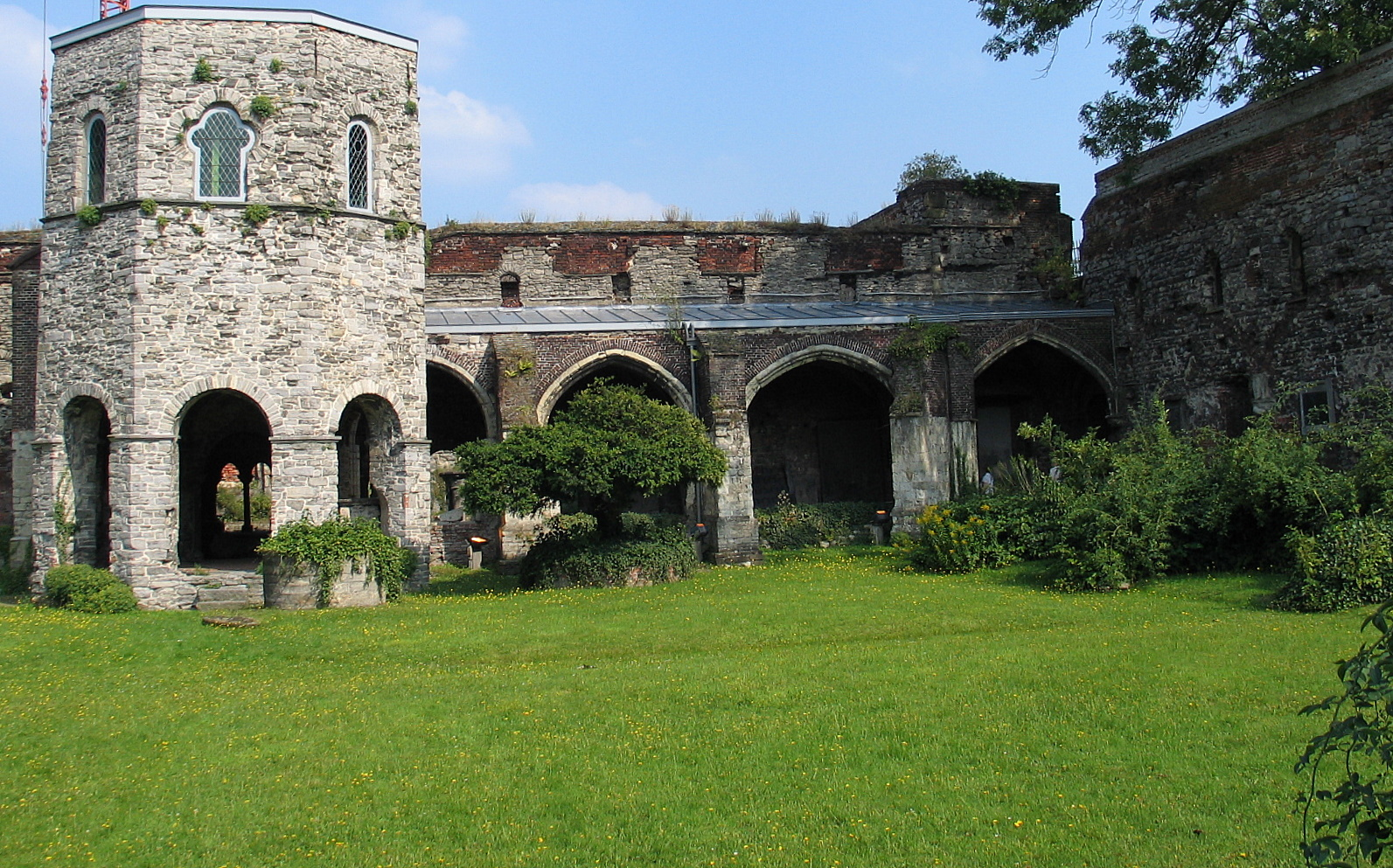
Lavatorium (links) en kloostergang (rechts)

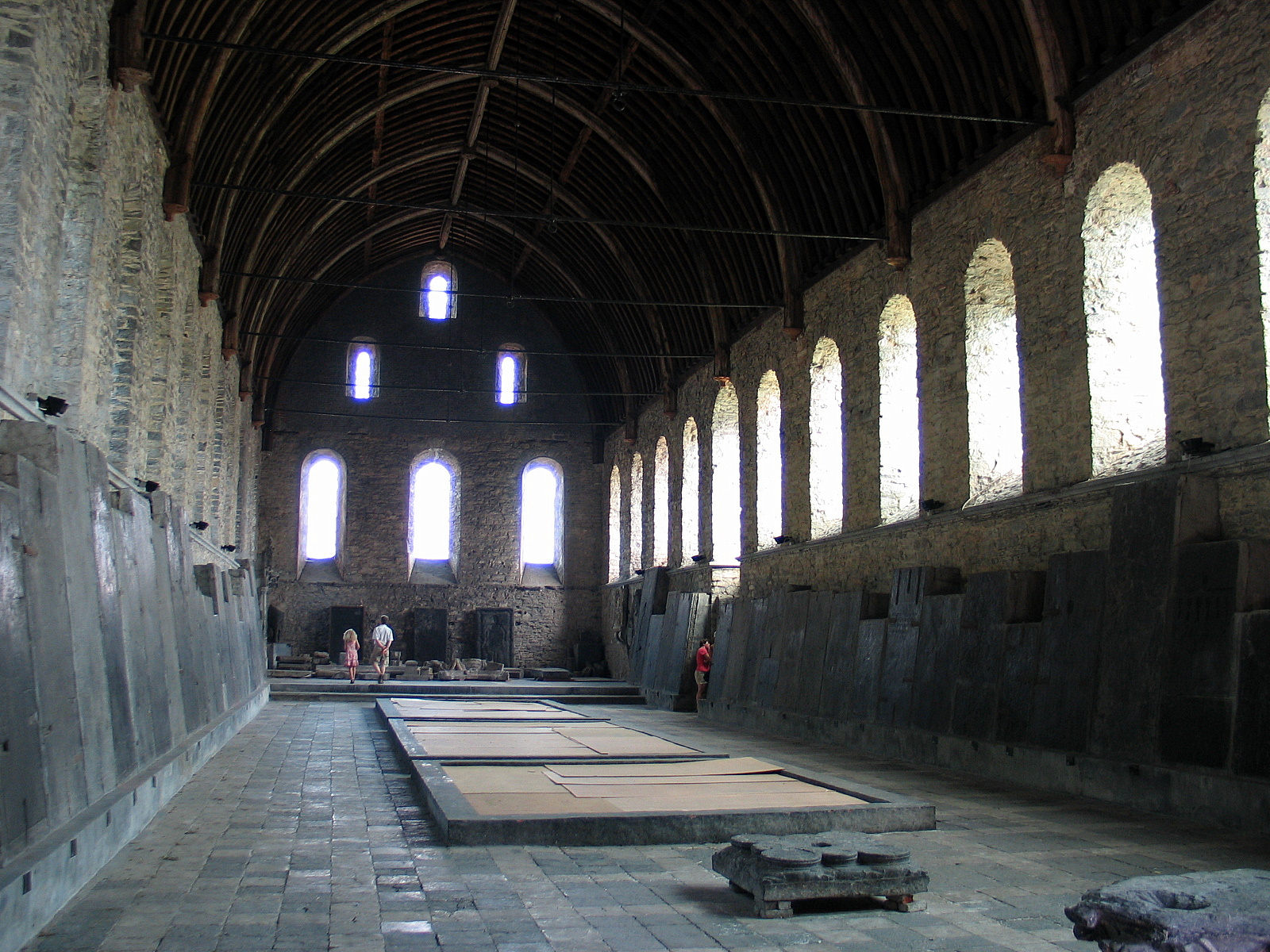
Refectorium, met een deel van de verzameling van Museum voor Stenen Voorwerpen

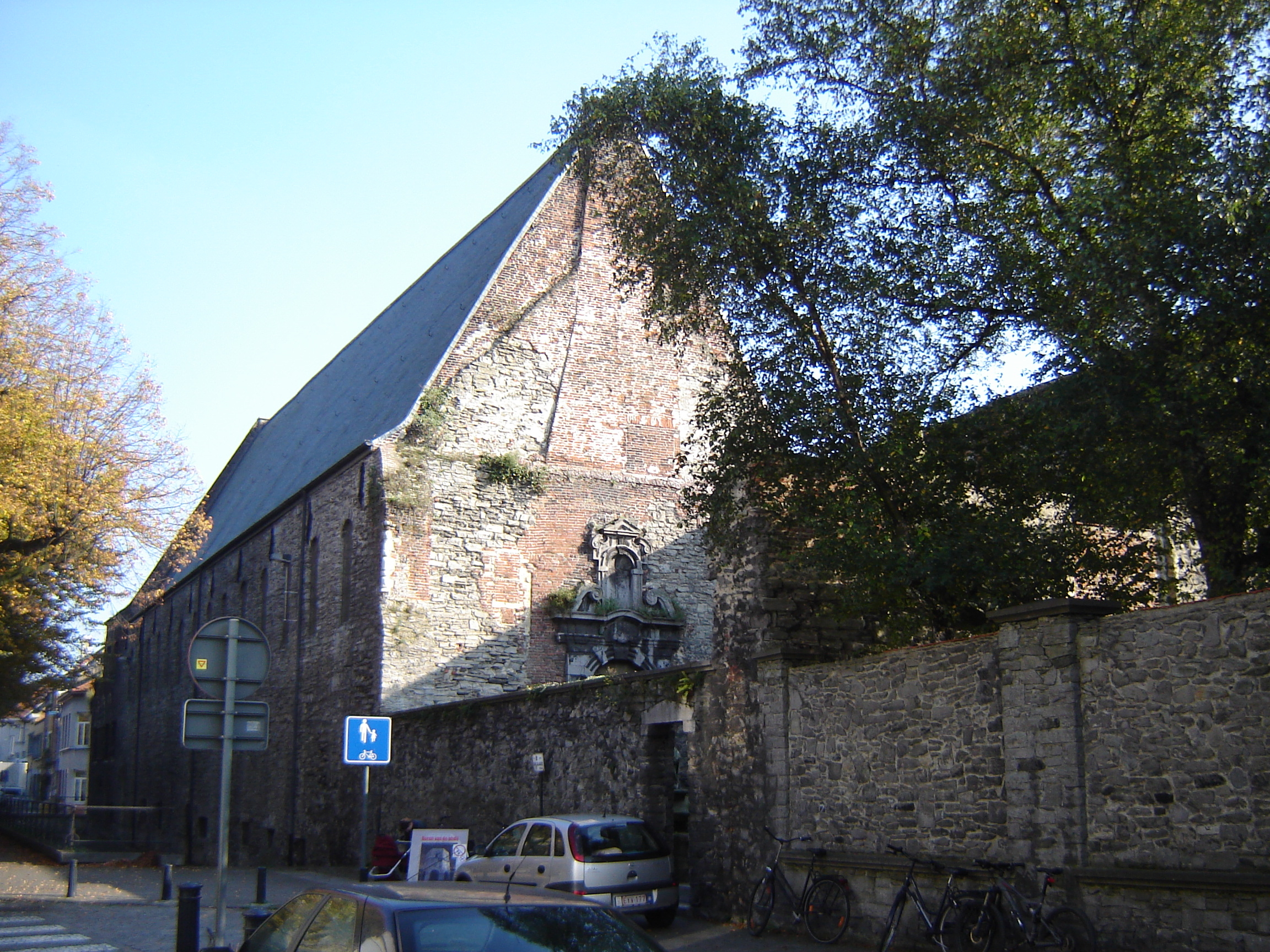
Buitenkant

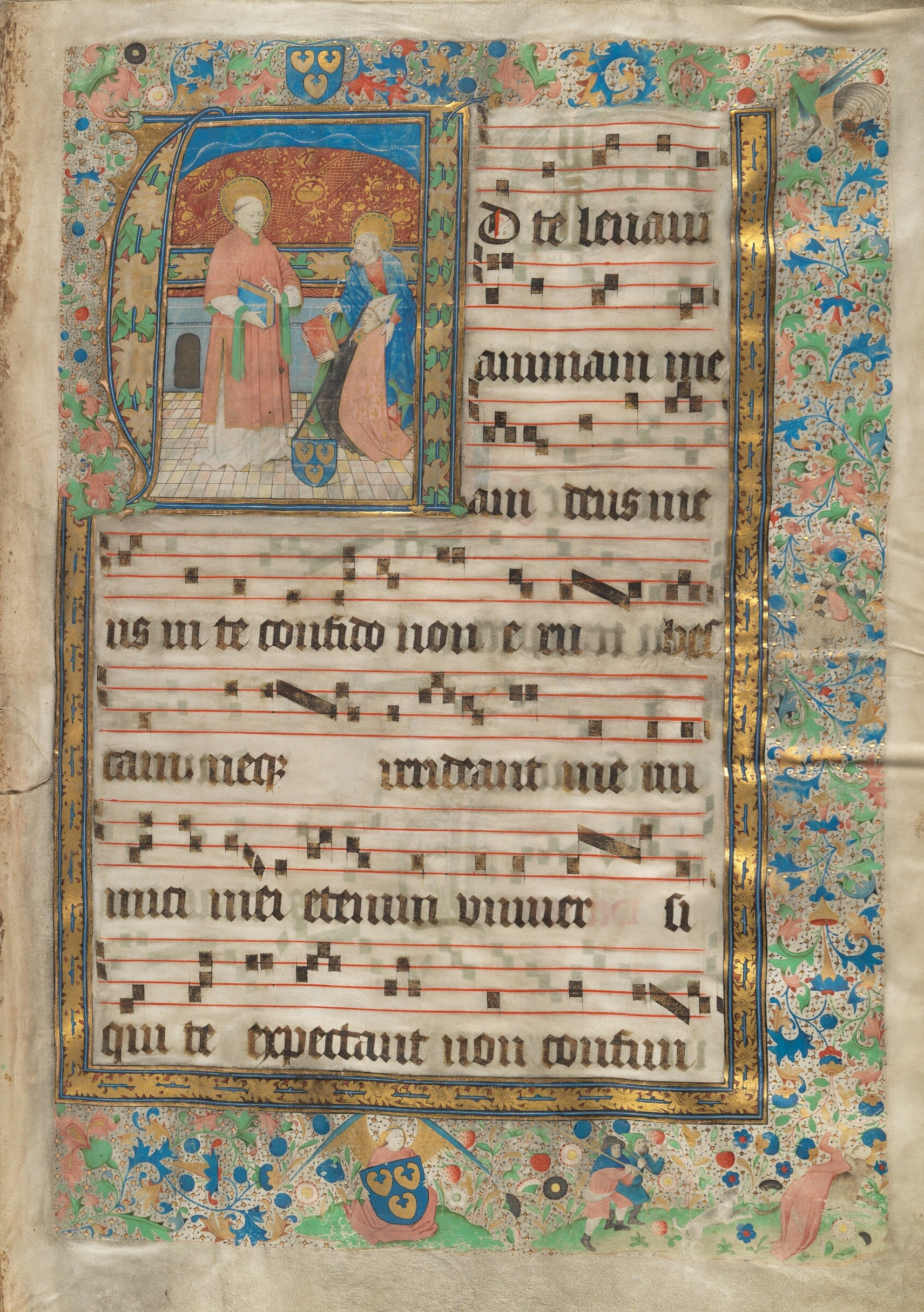
Fragment uit het manuscript van de graduale van de St.-Baafsabdij te Gent. Gemaakt in 1469.

De Sint-Baafsabdij was een benedictijner abdij in de Belgische stad Gent. De abdij werd in de 7e eeuw gesticht door Amandus van Maastricht, een zendeling uit Aquitanië. Ze is vlak bij de samenvloeiing van de Leie en de Schelde gelegen en werd daarom ook oorspronkelijk Ganda genoemd, naar het Keltische woord dat samenvloeiing of monding betekent.

## Geschiedenis

### Amandus en Bavo
In de periode 629-639 probeerde Amandus de inwoners van de Gentgouw (pagus Gandao) te bekeren, maar dat liep aanvankelijk niet vlot. Amandus stuitte op verzet en zou meermaals door de Gentenaars in het water gegooid zijn. Hij zette echter door en met de hulp van vrijgekochte gevangenen en slaven die hij gedoopt had, kreeg hij langzaamaan succes. Een mirakel waarbij een veroordeelde gehangene weer tot leven werd gewekt, zou erg geholpen hebben.
Amandus vestigde zich op een domein Blandinium, of Blandijnberg dat in de Gallo-Romeinse tijd toebehoorde aan een Blandi(n)us. Hij stichtte er een klooster met de hulp van de Merovingische koning Dagobert I. Later groeide het klooster uit tot de abdij die we nu kennen als Sint-Pietersabdij.
Amandus stichtte ook een klooster bij de Portus Ganda op korte afstand van de Sint-Pietersabdij. Enkele jaren na de stichting trad Allowin van Haspengouw in het Gandaklooster in en nam er de naam Bavo aan. In de 9e eeuw werd het klooster, dat later uitgroeide tot abdij, naar hem genoemd.

### Oprichting
De jongste zoon van Karel de Grote, Lodewijk de Vrome, koos Einhard (overleden in 840) als eerste abt van Ganda. Einhard was de biograaf van zijn vader en hij gaf hoogstwaarschijnlijk opdracht tot het bouwen van de eerste stenen kerk. Ganda was toen een koninklijk klooster en stond dus onder leiding van een lekenabt. De bewoners ervan waren toen geen monniken maar kanunniken. Einhard en Bavo zorgden voor een eerste periode van voorspoed.
Twee invasies van de Vikingen in de tweede helft van de 9e eeuw waren nefast voor de abdij. In de winter van 879-880 sloegen ze hier hun winterkamp op. De religieuzen zochten hun heil in Laon omdat de lekenabt op dat ogenblik ook heer van Laon was. Na een afwezigheid van bijna vijftig jaar keerden de religieuzen terug. De gebouwen verkeerden in slechte staat en het domein was in beslag genomen door Arnulf I de Grote, graaf van Vlaanderen die een sterke band had met de Sint-Pietersabdij. Onder impuls van de bisschop van Doornik richtte Arnulf de abdij opnieuw op en legde ze in 946 de regel van Benedictus op. Ze werd voortaan bestuurd door een religieuze abt.
De Roomse keizer Otto II zag in de abdij een strategisch verdedigingspunt in zijn strijd tegen de Franse koning Lodewijk V van West-Francië. De Schelde vormde toen de grens tussen het Heilige Roomse Rijk en Frankrijk en hij was de abdij daarom gunstig gezind.
Onder abt Odwinus (981-998) werd de abdijkerk gebouwd waarvan de oudste muur van Gent nog overeind staat. De kerk naderde haar definitieve voltooiing bij het begin van de 11e eeuw. Onder leiding van Odwinus kon de abdij de concurrentie met de Sint-Pietersabdij aan.
Een van de pelgrims die naar de Sint-Baafsabdij kwam was Macharius. Hij overleed er aan de pest en er ontstond een verering rond zijn persoon. Hij werd pest- en parochieheilige en gaf zijn naam aan de parochie en de wijk. In de periode tussen de 10e en de 12e eeuw werden de meeste gebouwen opgericht die nu nog bestaan, zij het grotendeels als ruïne.
In de volgende eeuwen ontwikkelde zich ten oosten van de abdij het Sint-Baafsdorp met onder meer een eigen parochiekerk, de Heilige Kerstkerk  en hospitaal. Belangrijke lieden bezochten de abdij. Jan van Gent, vierde zoon van de Engelse koning Eduard III werd hier in 1340 geboren.

### Filips de Stoute en Margaretha van Male
Op 19 juni 1369 trouwden Filips de Stoute, de Bourgondische hertog en Margaretha van Male, de dochter van de graaf van Vlaanderen, Lodewijk van Male hier in de kerk van de abdij. Filips werd hierdoor erfgenaam van het graafschap Vlaanderen, in die dagen het meest welvarende gebied in Europa, en als zodanig was hij de machtigste vorst van de christenheid. Op 31 augustus 2024 werd (op aangeven van Bart Van Loo) een herdenkingssteen onthuld voor het huwelijk.  Dit huwelijk vormt het begin van de Bourgondische eenwording van de Lage Landen. 

Gezicht op de stad Gent, de toestand voor 1540 weergevend, gemaakt voor de Proost van Sint-Baafs Viglius ab Aytta in 1564 door Lucas d'Heere. Op de voorgrond zien we de Sint-Baafsabdij die werd afgebroken door Keizer Karel.

Abt Lucas Munich vormde de reguliere benedictijnenabdij in 1536-1537 om tot een seculier kapittel van kanunniken, onder leiding van een gemijterde proost. Op 31 juli 1537 legden de monniken hun habijt af en aanvaardden de kapittelstatuten, waardoor ze niet langer gebonden waren door de gelofte van armoede en andere voordelen ontvingen. Ze waren wel verplicht de koorgebeden bij te wonen.

### Opheffing
In 1540 gaf keizer Karel V het bevel aan de abt en de monniken om hun conventsgebouwen te verlaten. De monastieke gemeenschap werd uit hun abdij verjaagd en moesten op keizerlijk bevel verhuizen naar de toenmalige Sint-Janskerk. Grote delen van de conventsgebouwen, onder andere de indrukwekkende romaanse abdijkerk, het Sint-Baafsdorp, werden gesloopt. De sloop was een van de voorwaarden, opgenomen in de Concessio Carolina waardoor de Gentenaars ook hun bijnaam stroppendragers kregen. In de plaats kwam een dwangburcht, het Spanjaardenkasteel.

## Overblijfselen
Anno 2024 is er enkel nog een gedeelte bewaard van de romaanse en gotische conventsgebouwen. De ruïnes zijn vrij toegankelijk, en worden beheerd door Historische Huizen Gent. In de ruïne werd door de stad Gent een omvangrijk lapidarium ingericht, bekend als het Museum voor Stenen Voorwerpen. Het lavatorium is vrij goed bewaard, ook de ingang van de Kapittelzaal, met romaans beeldhouwwerk is intact. Het oostelijke gedeelte van de pandgang is vrij goed bewaard, inclusief de gotische gewelven. De bewaarde refter, wordt beschouwd als een meesterwerk van monastieke architectuur. 
Het is de bedoeling om de waardevolle ruïnes, bekend om zijn romaanse architectuur, in de toekomst te herstellen en restaureren.

## Afbeeldingen

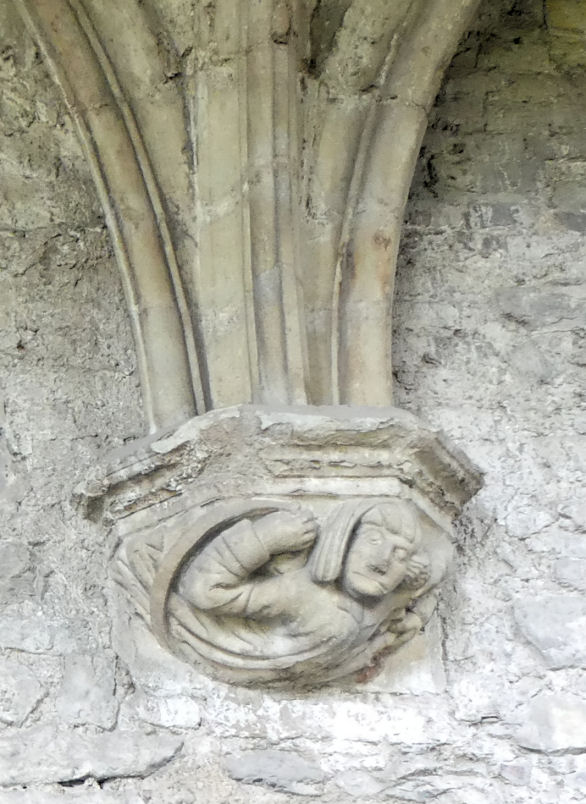
gotische kapitelen in de oostelijke vleugel van het klooster.
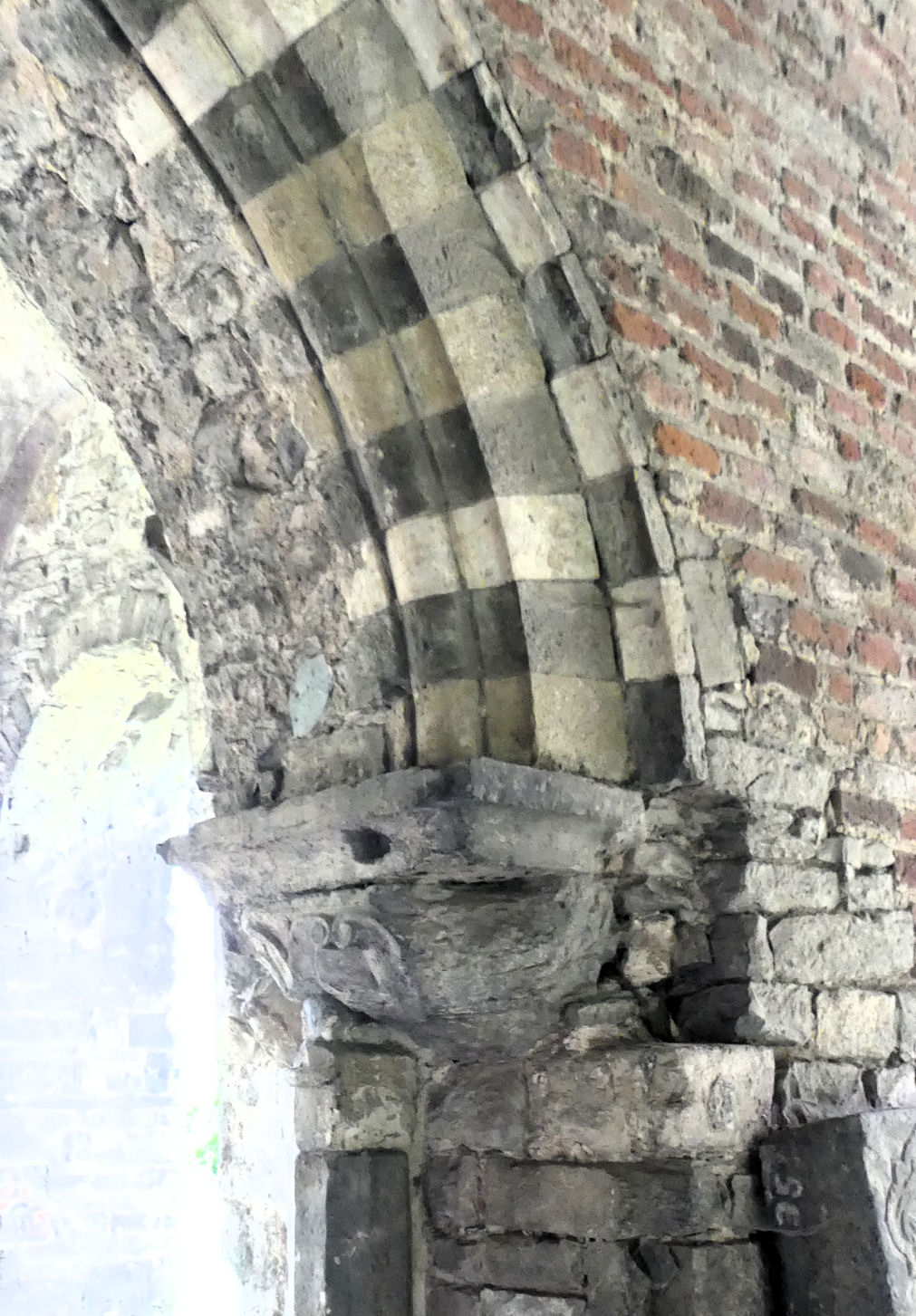
Detail van het steenwerk, Lavatorium.
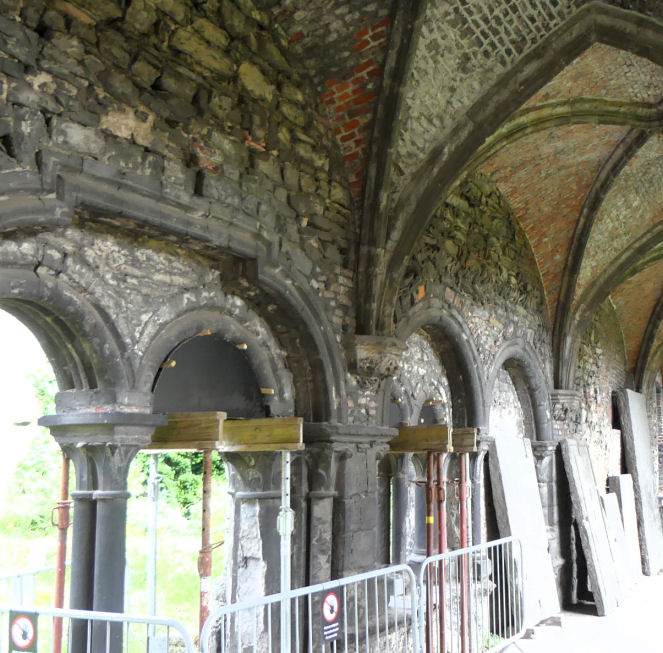
de ingang van de kapittelzaal
Oorkonde van Lodewijk de Vrome bewaard in het Stadsmuseum Gent, waarbij Lodewijk de Vrome de immuniteit (koninklijke bescherming) van de abdij bevestigt die ze reeds ontvangen had van Lodewijks vader, Karel de Grote